# Bressol de gat
Bressol del gat (Cat's Cradle) és la quarta novel·la de l'escriptor nord-americà Kurt Vonnegut, publicada l'any 1963. És una aguda sàtira sobre la ciència, la tecnologia i la religió, entre moltes altres temàtiques. La Universitat de Chicago va atorgar a Vonnegut el seu grau de màster en antropologia l'any 1971 pel llibre "Cat's Cradle".
Alguns dels temes recurrents de Vonnegut a Cat's Cradle són la relació de la humanitat amb la tecnologia i el lliure albir.

Cat's Cradle també se centra en l'amenaça nuclear de la Guerra Freda i la Crisi del missils cubana.
Com la majoria de les obres de Vonnegut, Cat's Cradle és plena d'ironia, paròdia i humor negre. Malgrat la seva brevetat, el llibre es divideix en 127 capítols. Vonnegut ha afirmat que els seus llibres "són essencialment mosaics compostos d'una pila de petits xips... i cada xip és un acudit."